# Uttlau
Uttlau ist eine Gemarkung in der Gemeinde Haarbach in Niederbayern und war bis 1970 eine eigene Gemeinde.

## Gemeinde Uttlau
1811 gab es den Steuerdistrikt Uttlau in der Obmannschaft Nussertsham, aus dem 1824 die politische Gemeinde Uttlau hervorging. Die Gemeinde, die zum Landkreis Griesbach im Rottal gehörte, verlor mit der Gebietsreform in Bayern am 1. Februar 1970 die Eigenständigkeit und wurde vollständig nach Haarbach eingegliedert. Die Gemeindefläche betrug am 1. Oktober 1964 1772,64 Hektar.

## Einwohnerentwicklung
- 1840: 0.666 Einwohner[6]
- 1867: 0.706 Einwohner[7]
- 1900: 0.762 Einwohner[6]
- 1925: 0.790 Einwohner[6]
- 1939: 0.672 Einwohner[6]
- 1950: 0.980 Einwohner[6]
- 1961: 0.653 Einwohner[1]

## Ortsteile
| - Berger - Binderöd - Brunnwies - Churfürst - Englöd - Eschlbach - Freiling | - Grongörgen - Grub - Hacken - Hötzenham - Holzhäuser - Lerchen - Nussertsham | - Oberndorf - Oberuttlau - Riedertsham - Schmelzenholzham - Schnellertsham - Unteruttlau - Winkl |